# Julia Budniak
Julia Budniak (ur. 4 marca 1981) – polska lekkoatletka specjalizująca się w biegu na 3000 metrów z przeszkodami i biegach długodystansowych, mistrzyni i reprezentantka Polski.

## Kariera sportowa
Była zawodniczką AZS-AWF Wrocław.
Na mistrzostwach Polski seniorów zdobyła pięć medali w biegu na 3000 metrów z przeszkodami - złoty w 2002, srebrne w 2000, 2003 i 2004 oraz brązowy w 2001. 
Reprezentowała Polskę na młodzieżowych mistrzostwach Europy w 2003 (7. miejsce w biegu na 3000 metrów z przeszkodami, z wynikiem 10:13,56).
W 2003 ukończyła studia w Akademii Wychowania Fizycznego we Wrocławiu, następnie wyjechała do USA, studiowała ochronę zdrowia na Uniwersytecie Południowej Kalifornii (ukończone w 2007) i dietetykę na Uniwersytecie Stanu Kalifornia (ukończone w 2013), startowała w reprezentacjach uczelnianych.
M.in. w 2004 wystąpiła w akademickich mistrzostwach USA (NCAA), zajmując w biegu na 3000 metrów z przeszkodami 6. miejsce. Od 2013 startuje w biegach maratońskich, m.in. w 2016 zajęła 3. miejsce w maratonie w Los Angeles, z wynikiem 2:44:44.
Rekordy życiowe: 
- 1500 m – 4:28,50 (08.06.2003)
- 3000 m – 9:24,17 (29.06.2002)
- 5000 m – 16:30,56 (31.05.2003)
- 3000 m z przeszkodami – 9:52,77 (27.07.2002)
- półmaraton - 1:20:02 (2.02.2014)
- maraton - 2:39:10 (21.10.2018)